# Entephria aurata
Entephria aurata är en fjärilsart som beskrevs av Alpheus Spring Packard 1867. Entephria aurata ingår i släktet Entephria och familjen mätare. Inga underarter finns listade i Catalogue of Life.